# Хургін Ісай Якович
Хургін Ісай Якович (2 серпня 1887 за новим стилем, Київ — 27 серпня 1925, озеро Лонг-Лейк, штат Нью-Йорк, США) — український єврейський державний діяч і дипломат.

## Біографія
Народився 2 серпня 1887 року у Києві. Виріс та закінчив гімназію у м. Прилуки на Полтавщині.
Закінчив Київський університет Св. Володимира (1911), фізико-математичний факультет.
З 1917 — член Центральної Ради Української Народної Республіки.
З 1917 — член Малої Ради ЦР УНР.
З 1917 — 1918 — помічник міністра з єврейських справ Центральної Ради УНР.
У 1920 — радник повноважного представника УРСР в Польщі.
У 1920 — торговельний представник УРСР в Польщі.
У 1920 — повноважний представник УРСР в Польщі.
З 1923 — 1924 — представник «Дерутра» (Російсько-німецького транспортного товариства) і Совфрахта в США.
З 1924 — 1925 — голова Правління Американської тогівельної організації «Амторг».
27.08.1925 — потонув на Лонг-Лейк, біля Нью-Йорка США, разом зі своїм наступником на посаді Голови правління Амторг Ефраїмом Склянським.